# Sastavak
Sastavak is een plaats in de gemeente Slunj in de Kroatische provincie Karlovac. De plaats telt 23 inwoners (2001).